# Premiers ministres des provinces et territoires du Canada
Dans les provinces et territoires du Canada, le premier ministre ou la première ministre (en anglais : Premier) est le chef du gouvernement. Il y a ainsi 10 premiers ministres provinciaux et trois premiers ministres territoriaux.
Les premiers ministres provinciaux et territoriaux portent le titre « L'honorable » tant qu'ils sont en fonction.

## Nom
En français, les chefs des gouvernements provinciaux, territoriaux et fédéral portent tous le titre de « premier ministre ». En anglais, les termes « Prime Minister » et, de manière moins formelle, « Premier », pouvaient s'appliquer autrefois à tous les chefs de gouvernement mais aujourd'hui, « Prime Minister » est réservé au premier ministre fédéral et « Premier » réfère à un premier ministre provincial ou territorial. On utilise « First Ministers » pour désigner l'ensemble des premiers ministres du Canada.
Toutefois, les versions anglaises des publications du gouvernement du Québec utilisent l'expression « Prime Minister » pour tous les premiers ministres.

## Rôle
La fonction de premier ministre n'est pas mentionnée dans la Loi constitutionnelle de 1867 même si, à l'époque de sa rédaction, l'existence du poste est déjà une convention constitutionnelle bien établie dans le système de Westminster. Depuis, certaines provinces ont adopté des législations qui précisent l'existence ou le rôle du premier ministre, telles la Loi sur l'exécutif du Québec ou le Constitution Act de Colombie-Britannique.
La Constitution précise en revanche l'existence dans les provinces d'un conseil exécutif chargé de conseiller le lieutenant-gouverneur dans l'exercice du pouvoir exécutif. Dans les faits, en vertu du principe du gouvernement responsable appliqué au Canada à partir des années 1850, ce sont les ministres — membres du conseil exécutif — qui exercent ce pouvoir et le premier ministre porte le titre de président du Conseil exécutif, à la différence du gouvernement fédéral ou ce n'est généralement pas le premier ministre qui est président du Conseil privé.
Le lieutenant-gouverneur nomme premier ministre le membre de la législature provinciale ou territoriale le plus susceptible de jouir de la confiance de la chambre. Il s'agit généralement du chef du parti disposant du plus de sièges. Dans le cas de parlements minoritaires, des gouvernements de coalition ont pu exister dans les provinces canadiennes, mais le cas le plus fréquent est que le parti en tête forme un gouvernement minoritaire.
Dans les trois territoires, le premier ministre est nommé par le commissaire. Dans les territoires du Nord-Ouest et au Nunavut, il n'y a pas de partis politiques et le premier ministre est nommé sur la proposition de l'assemblée législative dans le cadre d'un gouvernement de consensus.
Les premiers ministres sont les chefs de leurs partis politiques respectifs, ce qui signifie que s'ils sont mis en minorité au sein de leur parti, ils démissionnent également de la tête du gouvernement.
Les premiers ministres proposent au lieutenant-gouverneur les noms des autres membres de leur gouvernement. Ils représentent leur province dans les conférences intergouvernementales qui émaillent les débats constitutionnels canadiens ainsi que, plus récemment, au sein du Conseil de la fédération.

## Liste
| Premier ministre | Premier ministre    | Province / Territoire     | #   | Parti | Parti                     | Depuis                    | Début du premier mandat | Début du mandat en cours | Législature | Référence |
| ---------------- | ------------------- | ------------------------- | --- | ----- | ------------------------- | ------------------------- | ----------------------- | ------------------------ | ----------- | --------- |
|                  | Doug Ford           | Ontario                   | 26e |       | Progressiste-conservateur | 6 ans, 364 jours          | 2018 (élections)        | 2025 (élections)         | 44e         | [ 4 ]     |
|                  | François Legault    | Québec                    | 32e |       | Coalition avenir Québec   | 6 ans, 253 jours          | 2018 (élections)        | 2022 (élections)         | 43e         | [ 5 ]     |
|                  | Tim Houston         | Nouvelle-Écosse           | 30e |       | Progressiste-conservateur | 3 ans, 301 jours          | 2021 (élections)        | 2024 (élections)         | 65e         | [ 6 ]     |
|                  | Susan Holt          | Nouveau-Brunswick         | 35e |       | Libéral                   | 238 jours                 | 2024 (élections)        | 2024 (élections)         | 61e         |           |
|                  | Wab Kinew           | Manitoba                  | 25e |       | NPD                       | 1 an, 253 jours           | 2023 (élections)        | 2023 (élections)         | 43e         | [ 7 ]     |
|                  | David Eby           | Colombie-Britannique      | 36e |       | NPD                       | 2 ans, 222 jours          | 2022 (désignation)      | 2024 (élections)         | 43e         |           |
|                  | Rob Lantz           | Île-du-Prince-Édouard     | 34e |       | Progressiste-conservateur | 127 jours                 | 2025 (désignation)      | 2025 (désignation)       | 67e         |           |
|                  | Scott Moe           | Saskatchewan              | 15e |       | Parti saskatchewanais     | 7 ans, 4 mois et 26 jours | 2018 (désignation)      | 2024 (élections)         | 30e         | [ 8 ]     |
|                  | Danielle Smith      | Alberta                   | 18e |       | Parti conservateur uni    | 2 ans, 260 jours          | 2022 (désignation)      | 2023 (élections)         | 31e         |           |
|                  | Andrew Furey        | Terre-Neuve-et-Labrador   | 14e |       | Libéral                   | 4 ans, 313 jours          | 2020 (désignation)      | 2021 (élections)         | 50e         | [ 9 ]     |
| Territoires      |                     |                           |     |       |                           |                           |                         |                          |             |           |
|                  | R. J. Simpson       | Territoires du Nord-Ouest | 14e |       | Gouvernement de consensus | 1 an, 202 jours           | 2023 (élections)        | 2023 (élections)         | 20e         |           |
|                  | Mike Pemberton (en) | Yukon                     | 11e |       | Libéral                   | 1 jour                    | 2025 (désignation)      | 2025 (désignation)       | 35e         | [ 10 ]    |
|                  | P. J. Akeeagok      | Nunavut                   | 6e  |       | Gouvernement de consensus | 3 ans, 7 mois et 9 jours  | 2021 (désignation)      | 2021 (élections)         | 6e          | [ 11 ]    |

| Gouvernements provinciaux et territoriaux - Progressiste-conservateur et conservateur (6) - Libéral (3) - NPD (2) - Parti saskatchewanais (1) - Coalition avenir Québec (1) - Gouvernement de consensus (2) |